# Stenodontes damicornis
Stenodontes damicornis is een keversoort uit de familie van de boktorren (Cerambycidae). De wetenschappelijke naam werd gepubliceerd in 1771 door Linnaeus.